# Parabrisa

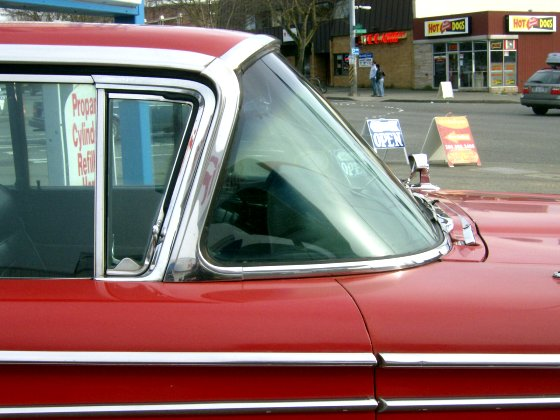
Vidre panoràmic al frontal del vehicle anomenat parabrisa.

El parabrisa és el vidre frontal que poden utilitzar vehicles com ara un automòbil, una moto, un autobús, un tren, un avió, un vaixell, etcètera.
El parabrisa modern està generalment fet de vidre laminat de seguretat, i consta de dues làmines de vidre amb una capa de policarbonat laminat de seguretat al mig. Com el nom indica, la seva principal funció és la de protegir el conductor del vent, dels insectes i per a major comoditat en el viatge.
El parabrisa de les motos normalment és de plàstic acrílic i resistent als impactes. En el cas de la moto el parabrisa també compleix la funció de trencar el vent amb una finalitat aerodinàmica i per a la millor visibilitat del conductor.

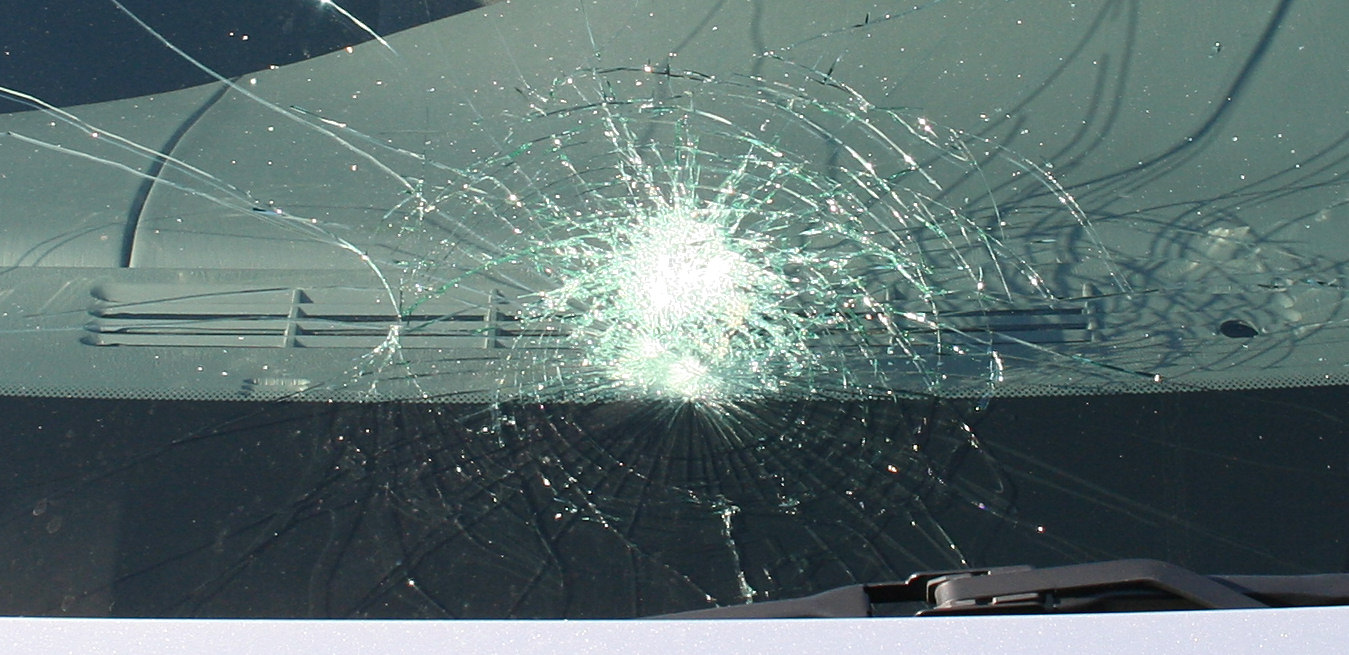
Parabrisa esclatat en forma de teranyina.

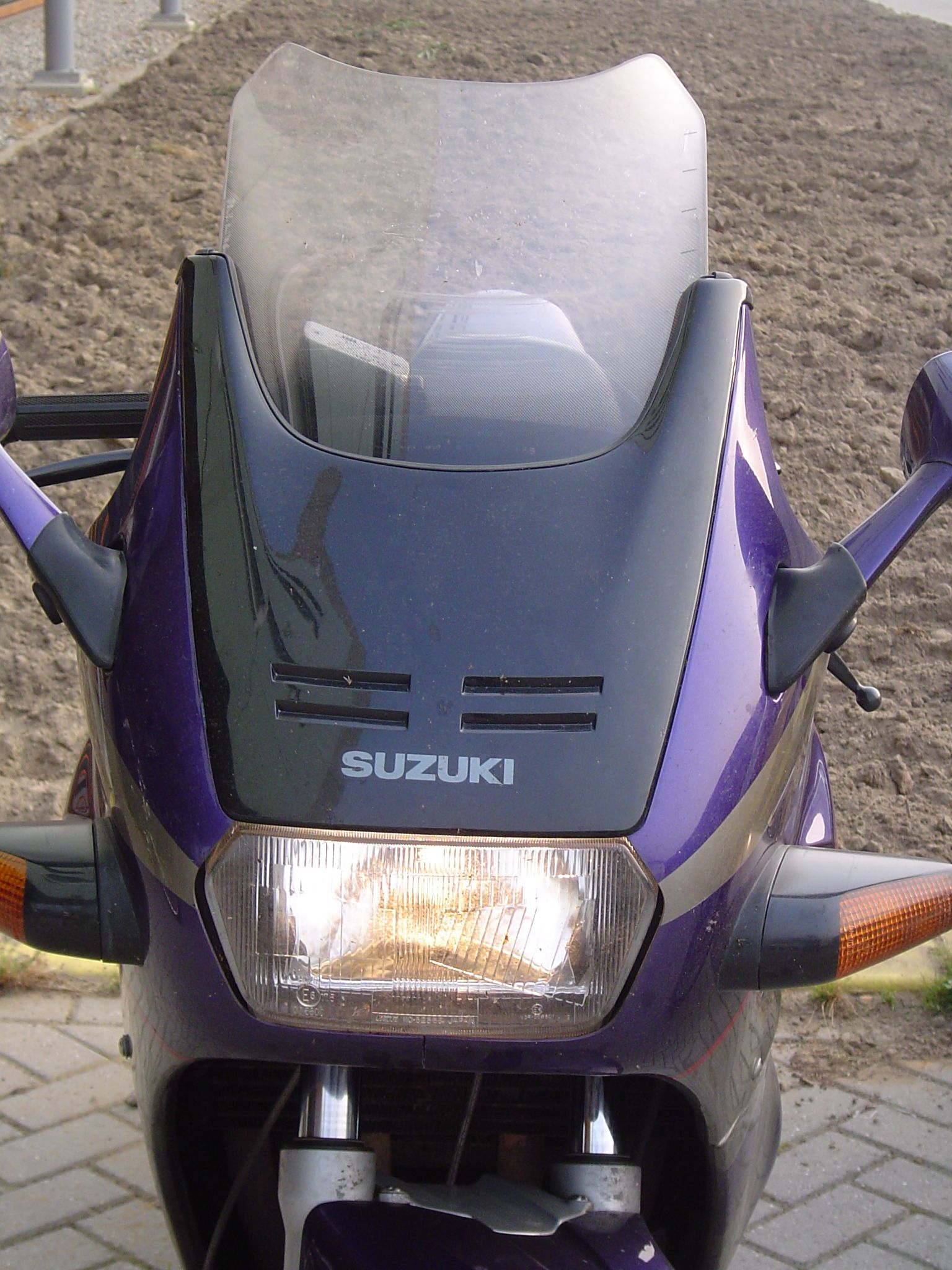
Imatge frontal de moto esportiva on s'aprecia el parabrisa.

Abans de 1940 els parabrises usats en els vehicles automotor queien cap endavant en el moment d'un impacte, més tard es van emprar els de vidre temperat, aquests en el moment d'un impacte esclataven sent d'una alta perillositat per al conductor (els trossos es clavaven a la cara). L'avanç tècnic va portar al present parabrises de vidre laminat donant una major garantia de seguretat, aquest vidre en el moment d'un impacte esclata sense desprendre partícules perilloses per als ocupants del vehicle.